# Rally Ciudad de Oviedo de 1970
El Rally Ciudad de Oviedo de 1970, oficialmente 7.º Rally Ciudad de Oviedo, fue la séptima edición y la novena cita de la temporada 1970 del Campeonato de España de Rally. Se celebró del 19 al 20 de septiembre y contó con un itinerario de quince tramos que sumaban un total de 172 km cronometrados.

## Clasificación final
| Pos. | Piloto                  | Copiloto           | Automóvil                | Puntos |
| ---- | ----------------------- | ------------------ | ------------------------ | ------ |
| 1.   | Eladio Doncel           | Juan Antonio Conde | Porsche 911 S            | 4464   |
| 2.   | Manuel Juncosa          | Artemio Eche       | Fiat Abarth 2000 OT      | 4551   |
| 3.   | Alberto Ruiz-Giménez    | Rafael Castañeda   | Porsche 911 S 2.2        | 4567   |
| 4.   | Francisco Alemany       | Moncho             | Opel Kadett Rallye       | 4810   |
| 5.   | Melquiades Argüelles    | Enrique Muñiz      | Alpine-Renault A110 1300 | 4995   |
| 6.   | Emeterio Fernández      | José L. Álvarez    | Alpine-Renault A110 1300 | 5110   |
| 7.   | Juan José Díaz          | M. Rodríguez       | Austin Cooper 1300       | 5218   |
| 8.   | «Roter Fogel»           | Jaime Ramón        | Renault 8 TS             | 5263   |
| 9.   | Alberto García Palacios | Francisco Álvarez  | Renault 8 TS             | 5292   |
| 10.  | Aladino Martínez        | Jacobo Varela      | Renault 8 TS             | 5347   |